# Базаров, Мирзакул
Мирзакул Базаров — советский хозяйственный, государственный и политический деятель, Герой Социалистического Труда.

## Биография
Родился в 1907 году в кишлаке Заркух Кокандского уезда Ферганской области. Член КПСС с 1940 года.
С 1920 года — на хозяйственной, общественной и политической работе. В 1920—1956 гг. — издольщик, крестьянин, колхозник колхоза имени Цюрупы Исфаринского района, председатель колхоза имени Сталина Исфаринского района Ленинабадской области Таджикской ССР. \
Мастер хлопка Таджикской ССР (1947).
Указом Президиума Верховного Совета СССР от 17 января 1957 года присвоено звание Героя Социалистического Труда с вручением ордена Ленина и золотой медали «Серп и Молот».
Избирался депутатом Верховного Совета Таджикской ССР 5-го созыва.
Умер в селе Заркух в 1974 году.